# Jacksonoides kochi
Jacksonoides kochi är en spindelart som först beskrevs av Simon 1900.  Jacksonoides kochi ingår i släktet Jacksonoides och familjen hoppspindlar. Inga underarter finns listade i Catalogue of Life.